# Witali Jeremejew
Witali Michailowitsch Jeremejew (russisch Виталий Михайлович Еремеев; * 23. September 1975 in Ust-Kamenogorsk, Kasachische SSR) ist ein ehemaliger kasachischer Eishockeytorwart, der zuletzt bis 2010 für Barys Astana in der Kontinentalen Hockey-Liga spielte. Seit 2015 ist er Torwarttrainer bei Sneschnyje Barys Astana in der Molodjoschnaja Chokkeinaja Liga.

## Karriere
Witali Jeremejew begann seine Karriere in seiner Heimat bei Torpedo Ust-Kamenogorsk, bevor er beim NHL Entry Draft 1994 von den New York Rangers in der neunten Runde an 209. Stelle ausgewählt wurde. Er wechselte aber nicht nach Nordamerika, sondern setzte seine Karriere in der russischen Liga beim HK ZSKA Moskau fort. Weitere Stationen in Russland waren Torpedo Jaroslawl und der HK Dynamo Moskau, mit dem er in der Saison 1999/2000 die Meisterschaft in der russischen Superliga erreichen konnte.  Nach diesem Erfolg wechselte er nach Nordamerika zum Farmteam der Rangers, den Hartford Wolf Pack, in die AHL. Am 27. Dezember 2000 gab er sein NHL-Debüt für die New York Rangers, konnte aber sowohl dieses Spiel als auch seine drei weiteren NHL-Einsätze nicht gewinnen. Daher wurde er zunächst nach Hartford und später sogar in die East Coast Hockey League zu den Charlotte Checkers geschickt. Nach drei Spielen in der Saison 2001/02 für Charlotte kehrte er dann nach Russland zu Dynamo Moskau zurück. In der Spielzeit 2004/05 gewann Dynamo erneut die russische Meisterschaft und Jeremejew hatte mit einem Playoff-Gegentorschnitt von 0,9 sehr großen Anteil an diesem Erfolg. 2010 wechselte er zum Ligarivalen Barys Astana, wo er 2014 seine Karriere beendete.
Nachdem die russische Eishockeyföderation vor der Saison 2006/07 beschlossen hatte, die Verpflichtung ausländische Torhüter mit einem Bußgeld in Höhe von ca. 150.000 € zu bestrafen, gab Jeremejew seinen Rücktritt aus der kasachischen Nationalmannschaft bekannt, um nicht mehr als Ausländer zu gelten. Allerdings hatte der Rücktritt und die darauffolgende Schiedsgerichtsentscheidung keinen Erfolg, so dass Dynamo Moskau das Bußgeld bezahlen musste.
Seit 2015 ist er Torwarttrainer bei Sneschnyje Barys Astana, dem Nachwuchsteam von Barys Astana, das in der Molodjoschnaja Chokkeinaja Liga spielt.

### International
Jeremejew wurde schon früh in seiner Karriere in die kasachische Nationalmannschaft berufen. 1994 nahm er an seiner ersten C-Weltmeisterschaft teil und erreichte in sechs Spielen eine Fangquote von 93,1 % und einen Gegentorschnitt von 1,80. In den folgenden Jahren spielte er bei den C-Weltmeisterschaften 1995 und 1996, den B-Weltmeisterschaften 1997, 1999 und 2000 sowie bei der A-Weltmeisterschaft 1999. Nach der Umstellung auf das heutige Divisionensystem spielte er 2010, 2012 und 2014 in der Top-Division sowie 2011 in der Division I, als er mit der geringsten Gegentorrate und der zweitbesten Fangquote maßgeblich zum sofortigen Wiederaufstieg der Kasachen in die Top-Division beitrug. Zudem spielte er bei zwei Olympischen Spielen, 1998 in Nagano und 2006 in Turin und der Qualifikation für die Spiele in Sotschi 2014. Bei den Winterasienspielen 2011 gewann er mit Kasachstan die Goldmedaille und trug mit der besten Fangquote und der geringsten Gegentorrate pro Spiel maßgeblich zu diesem Erfolg bei.

## Erfolge und Auszeichnungen
| - 1994 Torhüter des Jahres in der kasachischen Liga - 2000 Russischer Meister mit dem HK Dynamo Moskau - 2000 All-Star-Team der russischen Superliga - 2001 AHL All-Star Classic - 2005 Bester Gegentorschnitt der Superliga-Playoffs - 2005 Torhüter des Jahres der Superliga | - 2005 Russischer Meister mit dem HK Dynamo Moskau - 2005 All-Star-Team der russischen Superliga - 2006 IIHF-European-Champions-Cup-Gewinn mit dem HK Dynamo Moskau - 2008 Spengler-Cup-Gewinn mit dem HK Dynamo Moskau - 2009 KHL-Torwart des Monats Januar - 2009 KHL-Torwart des Monats Dezember |

### International
| - 1994 Bester Torhüter der C-Weltmeisterschaft - 1995 Bester Torhüter der C-Weltmeisterschaft - 1995 All-Star-Team der C-Weltmeisterschaft - 1996 Aufstieg in die B-Gruppe bei der C-Weltmeisterschaft - 1997 Bester Torhüter der B-Weltmeisterschaft | - 1997 Aufstieg in die A-Gruppe bei der B-Weltmeisterschaft - 2011 Goldmedaille bei den Winter-Asienspielen - 2011 Aufstieg in die Top-Division bei der Weltmeisterschaft der Division I, Gruppe B - 2011 Geringster Gegentorschnitt bei der Weltmeisterschaft der Division I, Gruppe B |